# Palais Sibelius
Le Palais Sibelius (finnois : Sibeliustalo) est une salle de concert et de congrès situé dans le quartier de Ankkuri au bord du lac Vesijärvi à Lahti en Finlande,.

## Description
Nommé en mémoire de Jean Sibelius, le palais est construit en 2000 selon les plans de Kimmo Lintula et de Hannu Tikka.
Le bâtiment est construit en bois, il a une capacité de 1 250 sièges.
L'acoustique est conçue par Artec Consultants de New York.
Il héberge l'Orchestre symphonique de Lahti.

## Galerie

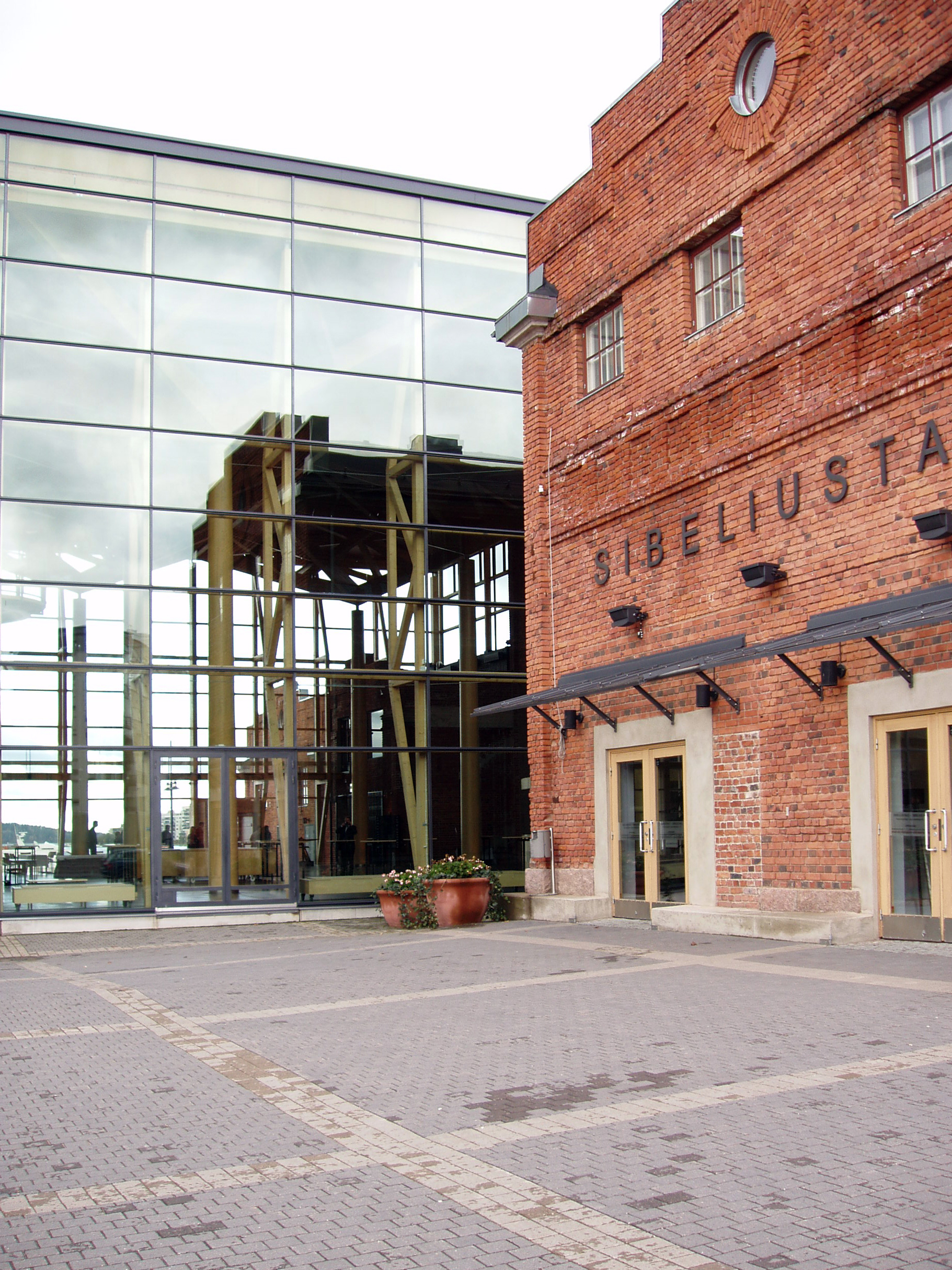
L'entrée du Palais Sibelius.
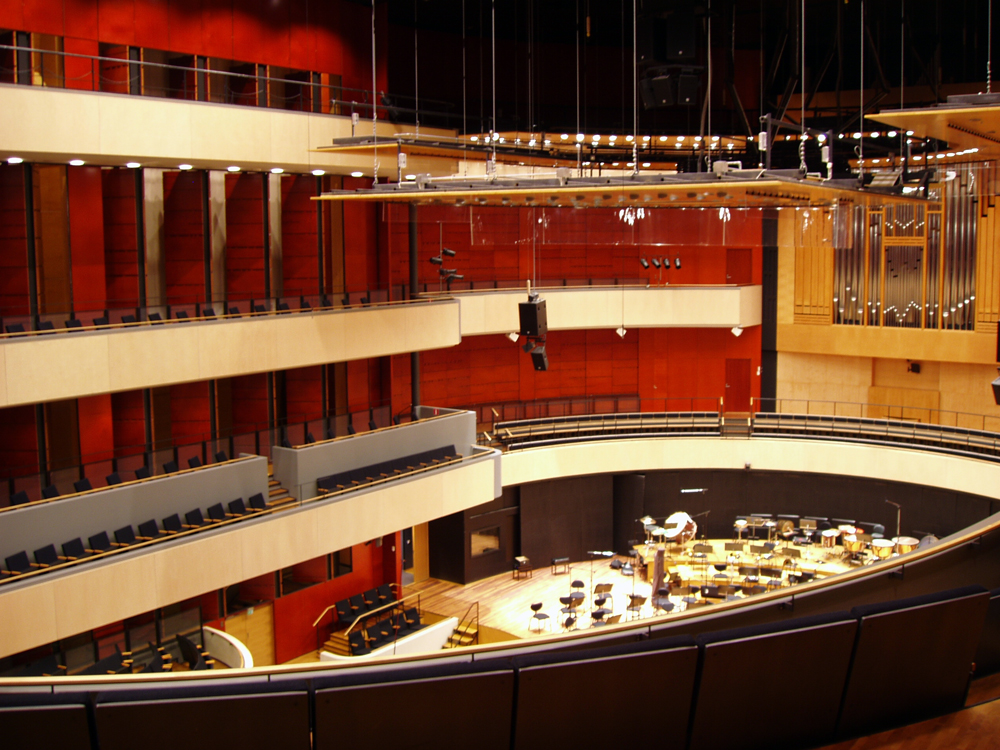
L'intérieur du Palais Sibelius.
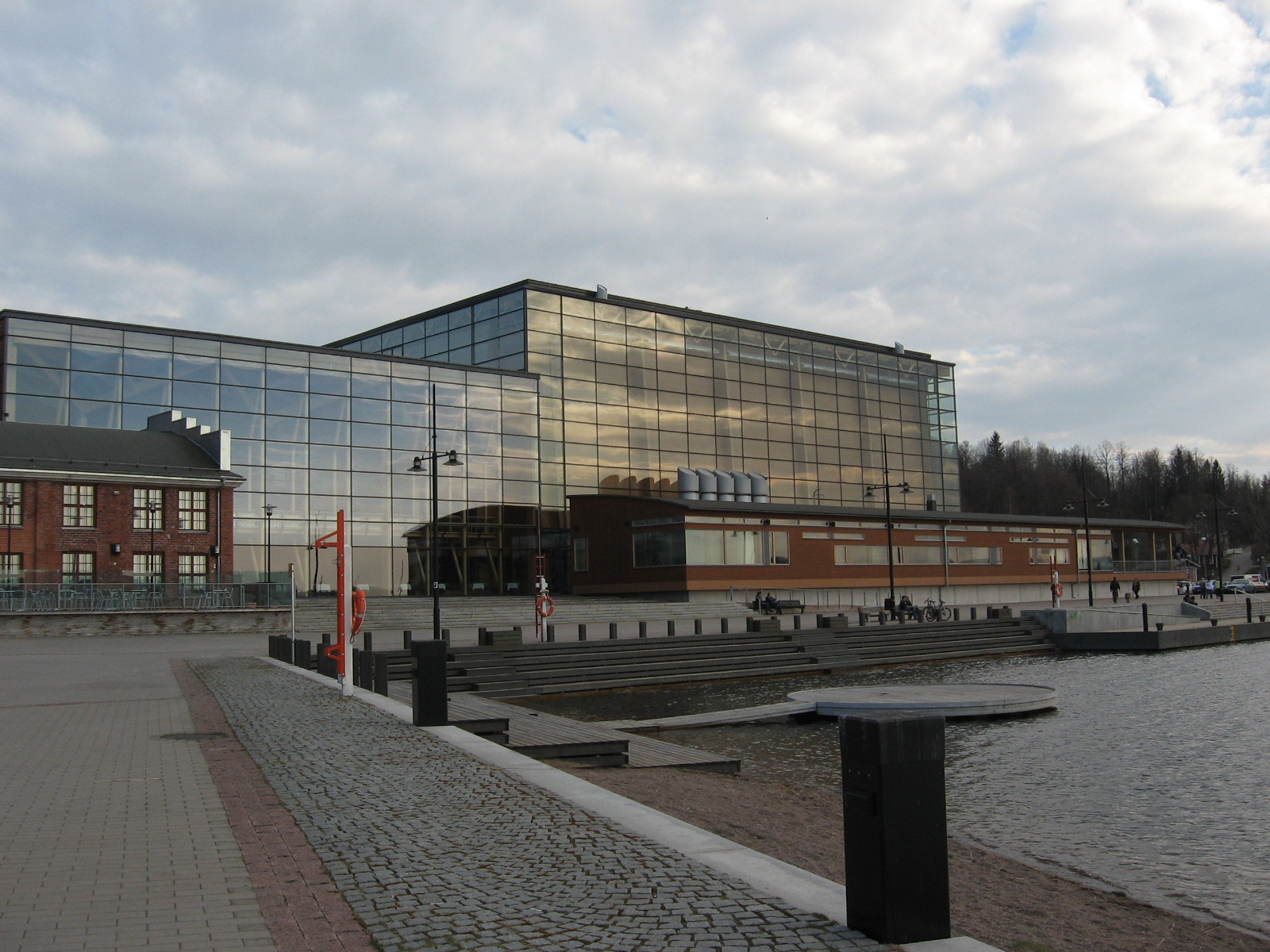
La façade nord-ouest.
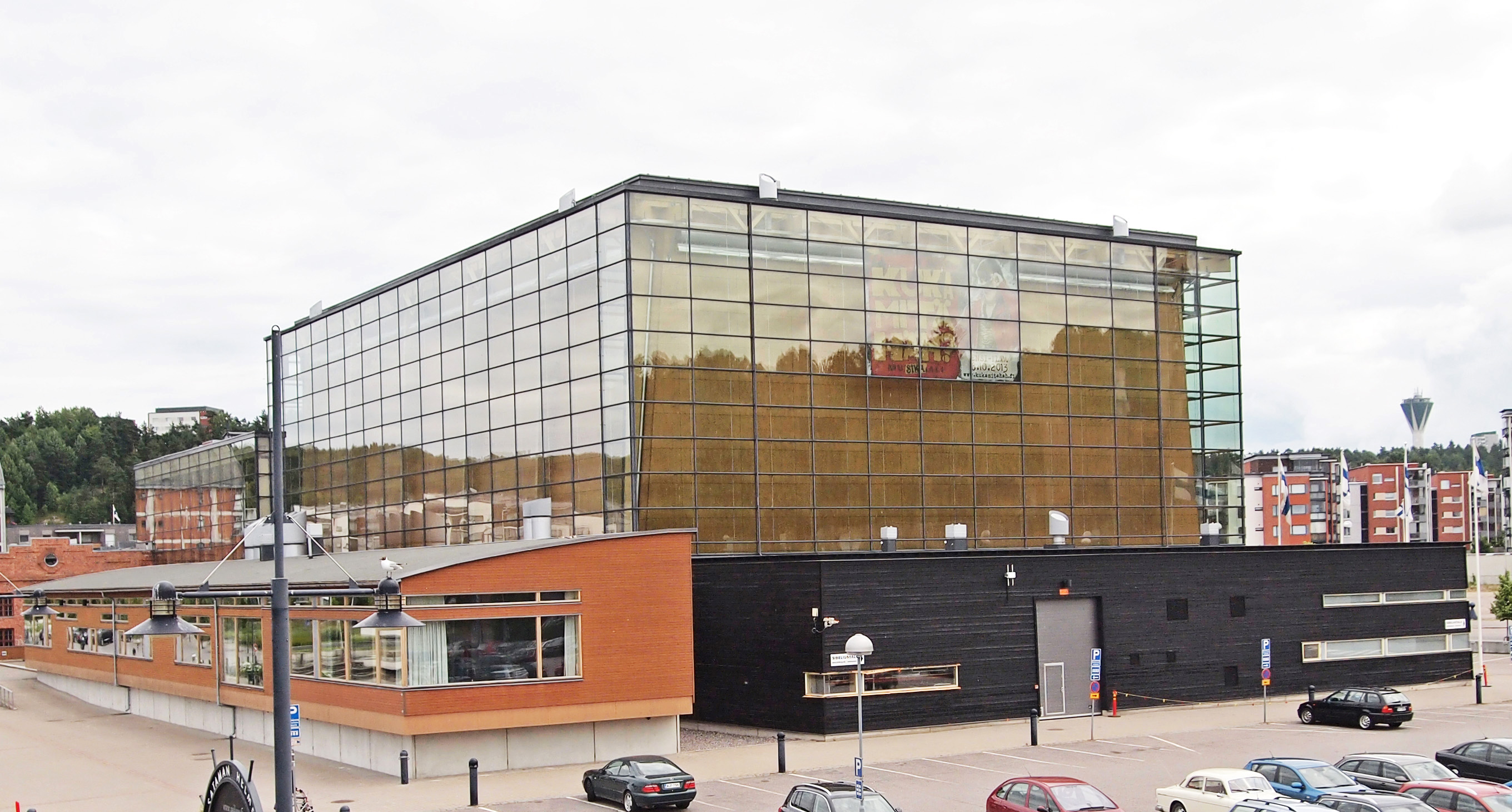
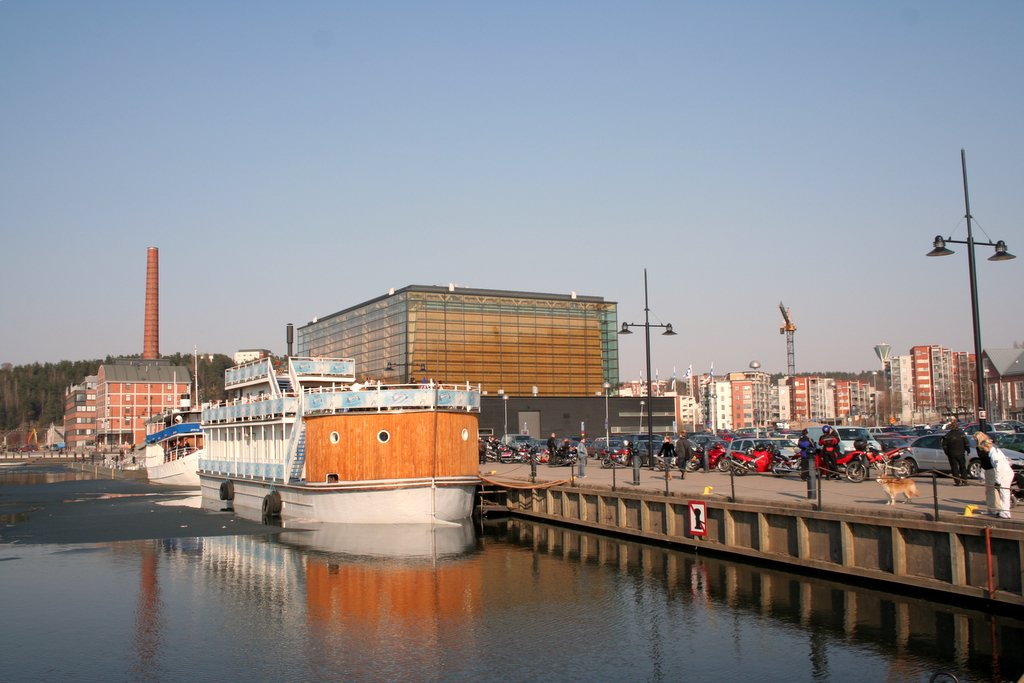